# Domenico Amoroso
Domenico Amoroso (Messina, 24 oktober 1927 – Trapani, 18 augustus 1997) was een Rooms prelaat op het Italiaans eiland Sicilië.

## Levensloop
Amoroso trad in bij de congregatie der Salesianen van Don Bosco in het jaar 1944. In 1954, tien jaar later, werd hij tot priester gewijd. 
Hij studeerde verder in Rome. Hij behaalde de graad van licentiaat theologie aan de Pauselijke Salesiaanse Universiteit, deze in kerkgeschiedenis aan het Gregorianum en in sacramentele theologie aan het Lateranum. 
Daarna keerde hij terug naar Sicilië, naar zijn geboortestad Messina. Van 1963 tot 1986 was hij docent aan de Theologische Faculteit San Tommaso aan de universiteit Messina. Amoroso ontving de bisschopswijding in 1981. Kardinaal-aartsbisschop Salvatore Pappalardo wijdde hem tot bisschop. Amoroso werd hulpbisschop van het Aartsbisdom Messina-Lipari-Santa Lucia del Mela alsook titulair bisschop van het afgeschafte bisdom Uthina nabij Carthago in Tunesië.
Vervolgens werd Amoroso bisschop van Trapani op Sicilië (1988), wat hij bleef tot zijn overlijden in 1997. Hij nam meerdere functies waar in commissies van de Italiaanse bisschoppenconferentie en van de Siciliaanse bisschoppenconferentie.